# مات ديسرواسير
مات ديسرواسير هو لاعب هوكي الجليد كندي، ولد في 6 يونيو 1979 في فورت إيري في كندا.